# رافيل مينغازوف
رافيل مينغازوف (بالروسية: Равиль Мингазов) هو مواطن روسي اُعتقل خارج نطاق القضاء لما يقرب من خمسة عشر عامًا في معتقل غوانتانامو الأمريكي في كوبا. ولد في 5 ديسمبر 1967 في روسيا.
وصل إلى غوانتانامو في 28 أكتوبر 2002، 
رافيل من أصل تتري، كان يعمل راقص باليه قبل أن يلتحق بالجيش السوفياتي. ترك الجيش السوفياتي بعد أن رأى الانتهاكات التي يقوم بها بحق المسلمين، وذهب إلى طاجيكستان في عام 2000.
تمت الموافقة على نقله من غوانتانامو في 21 يوليو 2016. وقد تم نقله إلى الإمارات العربية المتحدة في 18 يناير 2017.

## نقله إلى الإمارات
في 6 نوفمبر 2015، الجارديان ذكرت أن ابنه وزوجته السابقة يعيشان الآن في المملكة المتحدة، وأن عائلته قد قدمت طلب اللجوء نيابة عنه.
وقبل نهاية رئاسة باراك أوباما؛ تم نقل أربعة معتقلين إلى الإمارات. هم: رافيل مينغازوف، والأفغاني والي محمد، واليمني  قاسم محمد إسماعيل، وجبران القحطاني وتم نقلهم إلى الإمارات العربية المتحدة.